# Svenne Rubins
Svenne Rubins är en svensk musikgrupp som grundades 1981 i Vansbro. Bandet har givit ut tolv album. Man turnerar över hela Sverige och har gjort över 3 000 spelningar genom åren.
Skivdebuten skedde 1988 med albumet "Sanna berättelser ur livet" som av DN:s recensent beskrevs som "den nya töntismen där man får vara fumlig", med texter om lingon, tipsextra och folktandvården istället för diskotek och frisyrer.
Svenne Rubins slog igenom 1992 med låtarna "Långa bollar på Bengt" och "Folköl och dunka-dunka" från albumet Sex män i skor, som sålde guld (50 000 ex). Sammanlagt låg de båda låtarna på Svensktoppen 30 veckor i rad, med "Folköl och dunka-dunka" på första plats i tre veckor.
År 1993 kom bandets nästa stora hit "En gammal Amazon". Exempel på andra låtar är "Det var samma dag som brandstation brann ner", "Dom gör så rysligt fint på tomten" och "Svart slang".
Gruppen består (2023) av Sven Rubin (sång, munspel), Inge Tjafs (bas), Helga Natt (dragspel, keys), Billi Buick (gitarr) och Åke Buss (trummor).
Musikstilen är något svårdefinierad, själva kallar Svenne Rubins den för "glesbygdsrock". Influenserna är många, framförallt olika former av rock, men även inslag av country, reggae, folk, schlager och rap.
Allt material som framförs är egna kompositioner, så kallade "sanningar", i regel skrivna av Sven Rubin och arrangerade tillsammans med bandet. Till dags dato finns det drygt 200 sanningar.
Svenne Rubins har medverkat i och producerat filmen En handelsresandes nöd (1994) och TV-serien Förmannen som försvann (1996), med bland andra Björn Skifs och Gunde Svan, även de från Vansbro. Dessa finns utgivna på DVD.
I samband med millennieskiftet kom bandet med i Guinness Rekordbok, sedan de den 29 december 1999 framfört 100 sanningar under en tolv timmar lång maratonspelning.
År 2017 tilldelades gruppen Rock-Nallen, ett pris instiftat till Björn Skifs ära.

## Medlemmar

### Nuvarande
(Enligt hemsida 2023-12-23)
- Sven Rubin (Lars Wanfors) (sång, munspel)
- Inge Tjafs (alias Mathias "Biffen" Larsson) (bas)
- Helga Natt (My Engström), även Fred Hall (Mattias Henningsson) (dragspel, keys)
- Billi Buick (Daniel Lindblom) (gitarr)
- Åke Buss (Markus Källström) (trummor)

### Tidigare
- Hockey Bockey Bengt Benkt (dragspel, keys)
- Flaco Kronquist (gitarr)
- Hosianne Davidsson (trummor)
- Pär LePort (bas)
- Egurd Rubel (gitarr)
- Culvert Schuu (senare Danielsson) (trummor, kör)
- Rúbin Svensson (sång, gitarr)
- Willy Turbo (bas)
- Gussar IV Uli (sång, saxofon, munspel)
- Kjell Pellets (steelguitar, gitarr)
- Tommy T. Timmerterminal (basgitarr)
- Sten Scott (gitarr, kör)
- Birger P Resley (bas, sång, klaviatur)
- Mats Domino (bas)
- Roine Rubinstein (trummor)

## Diskografi
- 1988 – Sanna berättelser ur livet
- 1990 – Brottarkärlek
- 1992 – Sex män i skor
- 1994 – I slott och barack
- 1995 – Strålande!
- 1997 – Greatest hittills
- 1999 – Sju varv runt jorden
- 2006 – Mot framtiden på gummimadrassen
- 2011 – 30 år i sanningens tjänst
- 2014 – Svart slang
- 2016 – Svenne Rubins största sanningar
- 2022 – I FRITT FALL UPPÅT

## Filmografi
- 1994 – En handelsresandes nöd
- 1996 – Förmannen som försvann
- 2016 – Svenne Rubins live